# The Ark
The Ark es una banda sueca de rock formada en el año 1991 en las cercanías de la ciudad de Växjö, Suecia. 

## Historia
Sus integrantes originales fueron Ola Salo, Mikael Jepson, Lasse "Leari" Ljungberg y Martin Ollson. La primera canción que se conoce de ellos se titula The lamb y se remonta al año 1991. En los primeros años de existencia de la banda el baterista Martin Olsson fue reemplazado por Martin Rosengardten. Recién entre 1995 y 1996 logran editar un EP que contenía cuatro canciones. Sin embargo no tuvo éxito y fue bastante criticado, por lo que la banda consideró seriamente en separarse.
Sin embargo la llegada al grupo del guitarrista Martin Axén en 1997 y nuevos contactos que consiguieron les abrió nuevas puertas. Es así que poco tiempo después consiguen un contrato discográfico. El baterista es nuevamente reemplazado por lo que en 1999 se integra Sylvester Schlegel, estableciéndose de esta manera la formación actual de la banda.
A comienzos del año 2000 lanzan el sencillo Let your body decide, pero la fama les llega con su siguiente sencillo It Takes a Fool to Remain Sane. Desde entonces su popularidad fue siempre creciente, llegando a ser actualmente una de las bandas más seguidas de Suecia. También tienen éxito en otros países como Finlandia, Alemania, Reino Unido e Italia y han colaborado con otras bandas como The Darkness y The Cardigans. A comienzos de 2005 editaron sus discos en Estados Unidos.
En marzo de 2007 se proclamaron ganadores del Melodifestivalen con la canción The Worrying Kind. Por consiguiente fueron los representantes de Suecia en el Festival de la Canción de Eurovisión 2007, donde finalizaron en la 18.ª posición entre 24 participantes.
En diciembre de 2010 el grupo confirmó su separación a través de su web. A modo de despedida, la formación anunció el lanzamiento de un recopilatorio de grandes éxitos y una gira por todo Suecia, que finalizará en abril de 2011.
Tras casi una década de ausencia. El 13 de febrero del 2020, el grupo anuncia una gira de reunión con el motivo de celebrar el 20 aniversario de su disco debut que antaño supuso el salto definitivo a la fama. También dejaron claro que tan solo se trataba de una reunión temporal para una gira que se celebraría en verano de ese mismo año, solo se centrarían en las canciones ya existentes y no hay intenciones de componer material nuevo. La idea de una reunión ya había surgido en 2017, cuando Ola Salo y Leari hablaban sobre el hecho de que se aproximaban aniversarios potentes. Tras hablar con el resto de los integrantes, resultó que los sentimientos eran mutuos. La gira fue denominada "The Ark Reunion Tour" y pretendía arrancar a partir del festival "Lollapalooza Stockholm" el 28 de junio. A causa de la Pandemia de COVID-19, la gira ha tenido que ser aplazada para el verano del 2021. 
The Ark realizó su primera presentación de regreso el 11 de abril del 2020, tocando "Calleth You, Cometh I" en un estudio vacío en Malmö durante una gala de caridad en SVT en respuesta al COVID-19. Dicho estudio resultó ser el mismo donde grabaron su disco debut.

## Integrantes
- Ola Salo (voz y piano)
- Mikael Jepson (guitarra y coros)
- Martin Axén (guitarra y coros)
- Leari Ljungberg (bajo y coros)
- Sylvester Schlegel (batería y coros)
- Jens Andersson (piano y coros)

## Discografía

### Álbumes
- 2000 - We Are The Ark
- 2002 - In Lust We Trust
- 2004 - State of the Ark
- 2007 - Prayer for the Weekend
- 2010 - In Full Regalia
- 2011 - Arkeology

### EP
- The Ark - 1996

### Sencillos
- 2000 - Let Your Body Decide
- 2000 - It Takes a Fool to Remain Sane
- 2000 - Echo Chamber
- 2001 - Joy Surrender
- 2002 - Calleth You, Cometh I
- 2002 - Father of a Son
- 2002 - Tell Me this Night is Over
- 2003 - Disease
- 2004 - One of Us is Gonna Die Young
- 2005 - Clamour for Glamour
- 2005 - Trust is Shareware
- 2007 - Absolutely No Decorum
- 2007 - The Worrying Kind
- 2007 - Prayer for the Weekend
- 2007 - Little Dysfunk You
- 2010 - Superstar
- 2010 - Stay with Me
- 2011 - Breaking Up With God
- 2011 - The Apocalypse is over
- 2011 - Panta Mera